# Retikulocyt
Retikulocyt, retykulocyt, proerytrocyt (skrótowo Ret.) – niedojrzała postać krwinki czerwonej, która w szlaku erytropoezy bezpośrednio poprzedza dojrzałą krwinkę czerwoną, czyli erytrocyt. Jego powstawanie jest związane głównie z uzupełnianiem fizjologicznie niszczonych krwinek czerwonych oraz wyrównywaniem (kompensacją) skutków zdarzeń lub chorób w których dochodzi do utraty, czy niszczenia erytrocytów (np. krwotoków, zimnicy).
Proerytrocyty zostały odkryte w 1890 roku przez Paula Ehrlicha, niemieckiego bakteriologa i chemika.

## Dojrzewanie retikulocytów
Retikulocyty w procesie powstawania krwinek czerwonych powstają w szpiku kostnym z ortochromatycznych erytroblastów. W ciągu 2–4 dni dojrzewają bezpośrednio do erytrocytu, dojrzałej krwinki czerwonej. W stanie zdrowia do krwi przedostają się dwu-trzydniowe retikulocyty, gdzie w ciągu doby dochodzi do ich przekształcenia się do w pełni dojrzałego erytrocytu. Liczba retikulocytów we krwi stanowi około 40% ogólnej puli retikulocytów całego organizmu.
W stanach zmniejszonej liczności erytrocytów, czy to w wyniku choroby (niedokrwistości), po urazach (krwotoki), czy też fizjologicznie (np. u ludzi przebywających na dużych wysokościach n.p.m.), do krwi uwalniane są młodsze retikulocyty, czasem nawet jednodniowe. Całkowity czas ich dojrzewania nie ulega jednak istotnym zmianom.

## Budowa retikulocytów
Retikulocyty są pozbawionymi jądra komórkami wielkości 8–10 μm, których charakterystyczną cechą jest obecność substantia reticulofilamentosa (dosł. substancji włókienkowej siateczki). Siateczka ta jest pozostałością kwaśnych białek jądrowych zbudowanych z RNA. Brak jądra i obecność kwasu rybonukleinowego jest więc cechą pozwalającą odróżnić je od innych komórek krwi lub szpiku kostnego.
Retikulocyty, zwłaszcza dojrzałe, są komórkami zdolnymi do przenoszenia tlenu. Są jednak mniej wydajne od erytrocytów. Zawierają >80%, a w przypadku retikulocytów krwi obwodowej >95–97% masy hemoglobiny dojrzałego erytrocytu. Są większe od krwinek czerwonych, przez co stężenie hemoglobiny w retikulocytach jest mniejsze niż w erytrocytach. Te dwa fakty – często niepełna pula hemoglobiny i jej niższe stężenie, tłumaczy mniejszą zdolność wiązania tlenu.
Retikulocyty wykazują wyższą oporność osmotyczną w porównaniu do erytrocytów.
- Klasyfikacje morfologiczne retikulocytów

Informacją istotną diagnostycznie może być określenie udziału młodych retikulocytów (tzn. tych, które typowo znajdują się w szpiku) we krwi obwodowej. W tym celu przyjęto podział retikulocytów umownie określający ich wiek.
Najstarszą klasyfikacją jest czteroklasowy podział według Ludwiga Heilmeyera – klasyfikacja Heilmeyera. Dzieli ona retikulocyty na I, II, III i IV frakcji na podstawie cech morfologicznych (wyglądu) komórek rozmazu barwionego w celu ukazania retikulocytów. Dwie pierwsze klasy fizjologicznie we krwi obwodowej dorosłego człowieka występują szacunkowo w <10%.
Podział ze względu na zawartość RNA wyróżnia 3 frakcje: młode, średnio dojrzałe i dojrzałe. Standaryzowany podział dzieli retikulocyty na młode i niedojrzałe.

## Oznaczanie liczby retikulocytów
Retikulocyty zlicza się we krwi obwodowej w celu określenia zdolności erytropoetycznej szpiku (zdolności wytwarzania krwinek czerwonych). Krew do tego badania pobiera się na typowy antykoagulant morfologiczny – wersenian potasowy.
Czas oznaczania względnej liczby retikulocytów (R% lub R‰) powinien być możliwie krótki: jeśli próbka przechowywana jest w temperaturze pokojowej – do 8 godzin, zaś w około 4 °C (2–6 °C) – do 3 dni. Ograniczenia te są konsekwencją postępującego dojrzewania retikulocytów także in vitro.
Metodą referencyjną określania udziału retikulocytów jest technika immunofenotypowania np. w cytometrii przepływowej. Jest ona jednak metodą bardzo drogą, przez co najmniej rozpowszechnioną. W powszechnym użyciu stosuje się techniki:
- mikroskopową (ręczną),
- półautomatyczna w analizatorach hematologicznych.

Obie wymagają wybarwienia retikulocytów barwnikami ukazującymi RNA – do najczęściej stosowanych należą błękit brylantowy krezylu, błękit siarczanu Nilu, błękit metylenowy nowy. Najczęściej wyniki wyraża się w promilach lub procentach.
- Metoda manualna

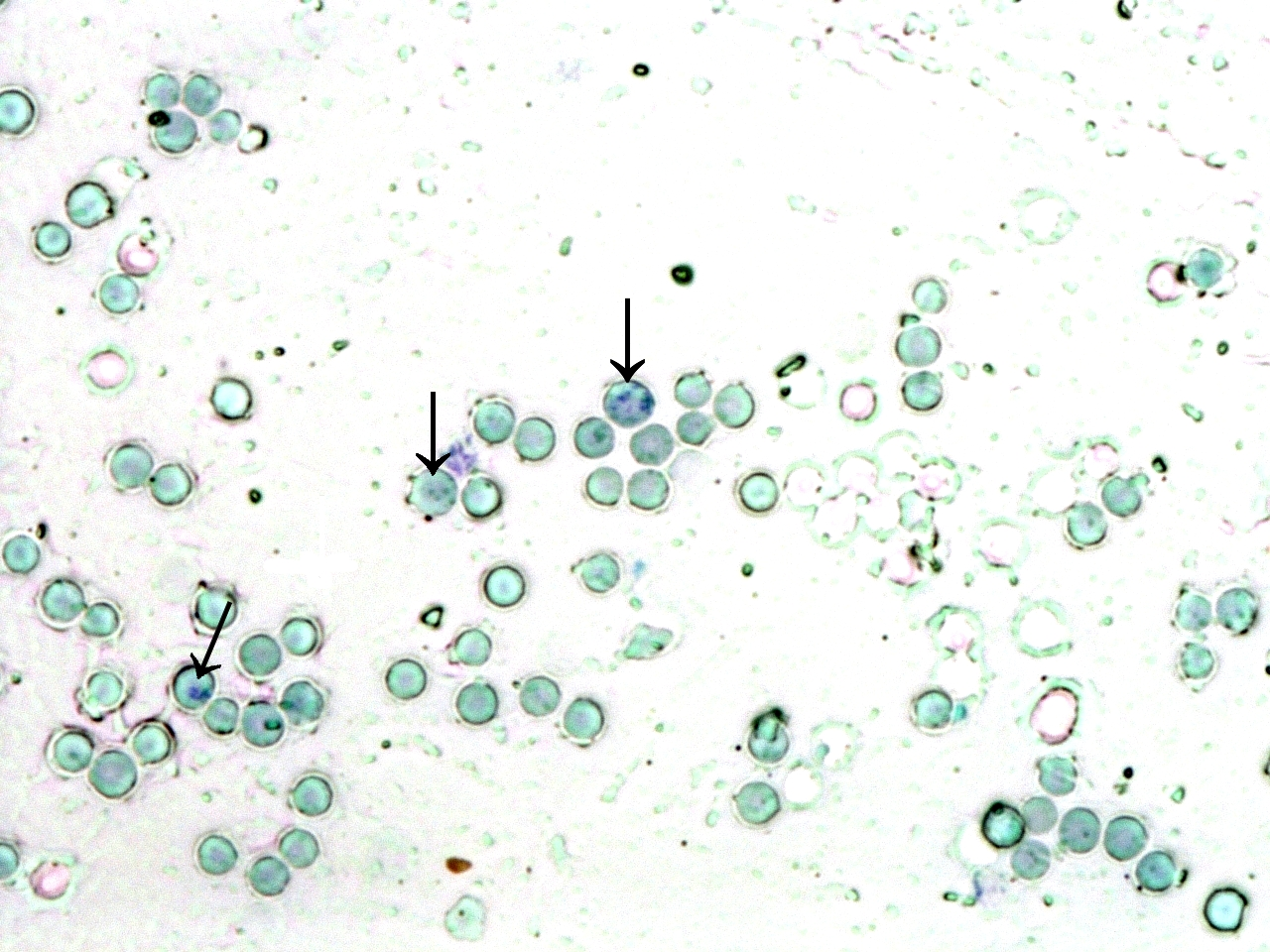
Retikulocyty (strzałki) ukazane poprzez barwienie błękitem siarczanu Nilu, pow. ok. 600x

Metoda manualna opiera się na zliczaniu w barwionym rozmazie bezjądrzastych komórek zawierających przynajmniej dwie granatowe ziarnistości połączone nitką. Rozmazy te wykonuje się według ogólnych zasad; ogląda się je pod powiększeniem ok. 1000x.
Wynikiem jest stosunek zliczonych retikulocytów w tysiącu erytrocytów. Wynik taki obarczony jest dużym błędem, stąd oblicza się tzw. skorygowaną liczbę retikulocytów (SLR) według równania:
{\displaystyle SLR={\frac {R\%\cdot Ht_{B}}{Ht_{N}}},}
gdzie R% to względna liczba retikulocytów (w %), zaś Ht to hematokryt: B – u badanego, N – według normy.
- Analizatory hematologiczne

Analizatory hematologiczne określają liczbę retikulocytów na podstawie wielkości komórek oraz ich zdolności do pochłaniania, rozpraszania światła lampy analizatora, czy też zdolności jego emisji po wzbudzeniu (luminescencji).
Wynik z analizatorów fałszować mogą elementy podobnej wielkości również zawierające RNA, np. skupiska płytek krwi, fragmenty białaczkowych leukocytów, pasożyty krwi, czy małe leukocyty (obecne przy limfocytozie).

## Przyczyny odchyleń od normy odsetka retikulocytów krwi obwodowej
| Przyczyny odchyleń od normy odsetka retikulocytów krwi obwodowej | | |
|                                                                  | Retikulopenia obniżenie odsetka retikulocytów (<20 000/μl) | Retikulocytoza zwiększony odsetek retikulocytów (>100 000/μl) |
| fizjologiczne                                                    | | - u noworodków - przy obniżonym ciśnieniu parcjalnym tlenu w powietrzu - u osób przebywających powyżej 1900 m n.p.m. przez dłuższy czas |
| patologiczne                                                     | - uszkodzenie szpiku kostnego - wrodzona aplazja układu czerwonokrwinkowego - toksyczne lub inne uszkodzenie szpiku - niedobory witamin i pierwiastków - niedobór witaminy B9 (kwasu foliowego) - niedobór witaminy B12 - Niedokrwistość Addisona-Biermera - niedobór żelaza - leczenie cytostatykami - leczenie onkologiczne - leczenie niektórych kolagenoz - niedobór erytropoetyny - niewydolność nerek - wyniszczenie - zakażenia wyniszczające, w tym AIDS - niektóre choroby przewlekłe - niedokrwistości aplastyczne i hipoplastyczne - Niedokrwistość Blackfana-Diamonda - przełomy aplastyczne w niedokrwistościach hemolitycznych | - hemoliza - pod wpływem toksyn bakteryjnych, wirusów, w zarażeniach pasożytami krwi (np. w malarii) - z przyczyn immunologicznych - z powodu toksycznego działania niektórych leków (np. rybawiryna) - z przyczyn mechanicznych – najczęściej przy sztucznych zastawkach serca - talasemia, sferocytoza wrodzona i inne wrodzone niedokrwistości hemolityczne - nadkrwistość - krwotoki - niektóre choroby nowotworowe - u chorych z guzami wydzielającymi czynnik erytropoetyczny (EPO) - u chorych z przerzutami do kości - przyczyny jatrogenne - leczenie środkami krwiotwórczymi - splenektomia - leczenie żelazem, kwasem foliowym, witaminą B12 |